# Districte de Versalles
El Districte de Versalles és un dels quatre districtes amb què es divideix el departament francès d'Yvelines, a la regió d'Illa de França. Té 9 cantons i 24 municipis i el cap del districte és la prefectura de Versalles.

## Composició

### Cantons
- Le Chesnay (en part)
- Maurepas (en part)
- Montigny-le-Bretonneux
- Plaisir (en part)
- Saint-Cyr-l'École (en part)
- Trappes (en part)
- Verneuil-sur-Seine (en part)
- Versalles-1
- Versalles-2

### Municipis
Els municipis del districte de Versalles, i el seu codi INSEE, son:
1. Bailly (78043)
2. Bois-d'Arcy (78073)
3. Bougival (78092)
4. Buc (78117)
5. La Celle-Saint-Cloud (78126)
6. Châteaufort (78143)
7. Fontenay-le-Fleury (78242)
8. Guyancourt (78297)
9. Jouy-en-Josas (78322)
10. Le Chesnay (78158)
11. Les Clayes-sous-Bois (78165)
12. Les Loges-en-Josas (78343)
13. Montigny-le-Bretonneux (78423)
14. Noisy-le-Roi (78455)
15. Plaisir (78490)
16. Rennemoulin (78518)
17. Rocquencourt (78524)
18. Saint-Cyr-l'École (78545)
19. Toussus-le-Noble (78620)
20. Trappes (78621)
21. Vélizy-Villacoublay (78640)
22. Versalles (78646)
23. Villepreux (78674)
24. Viroflay (78686)